# Tolapa, Tequila
Tolapa är en ort i Mexiko.   Den ligger i kommunen Tequila och delstaten Veracruz, i den sydöstra delen av landet, 230 km öster om huvudstaden Mexico City. Tolapa ligger 1 698 meter över havet och antalet invånare är 505.
Terrängen runt Tolapa är kuperad åt sydväst, men åt nordost är den bergig. Runt Tolapa är det ganska tätbefolkat, med 93 invånare per kvadratkilometer. Närmaste större samhälle är Orizaba, 12,5 km norr om Tolapa. I omgivningarna runt Tolapa växer i huvudsak blandskog.